# Curtice
Curtice – jednostka osadnicza w Stanach Zjednoczonych, w stanie Ohio, w hrabstwie Lucas.